# Antonino Callari
Antonino Armando Callari (Crotone, 28 settembre 1882 – Taranto, 28 gennaio 1940) è stato un avvocato e politico italiano, podestà di Taranto dal 1934 al 1937.

## Biografia
Di professione avvocato, fu presidente della Commissione provinciale Orfani di Guerra, nonché membro della giunta provinciale amministrativa della provincia tarantina.
Come podestà della città di Taranto presenziò all'inaugurazione del Palazzo delle Poste, avvenuto il 4 novembre 1935 alla presenza del Ministro delle Comunicazioni Giovanni Host-Venturi e dell'allora arcivescovo di Taranto S.E. Mons. Ferdinando Bernardi.